# Тодоровский, Пётр Валерьевич
Пётр Валерьевич Тодоровский (род. 6 декабря 1986, Москва) — российский кинорежиссёр, сценарист и продюсер.

## Биография
Окончил факультет журналистики МГУ, работал редактором программы «Вести».
Учился на Высших режиссёрских курсах.
В 2020 году режиссёрский дебют Тодоровского, сериал «Полёт», получил главный приз фестиваля сериалов Ser!alK!ller в Брно (Чехия).

## Семья
- Дед — кинорежиссёр, сценарист и кинооператор Пётр Тодоровский.
- Бабушка — писательница и сценаристка Виктория Токарева.
- Отец — кинорежиссёр, сценарист и кинопродюсер Валерий Тодоровский.
- Мать — редактор кино Наталья Токарева.[4]

## Фильмография

### Режиссёр
- 2017 — Лавстори
- 2019 — Полёт
- 2022 — Здоровый человек
- 2025 — Подслушано в Рыбинске

### Сценарист
- 2012 — Паровозик Тишка
- 2012 — Бигль
- 2013 — Превращение (к/м)
- 2016 — День до
- 2017 — Лавстори
- 2019 — Полёт
- 2021 — Обитель
- 2022 — Здоровый человек

### Продюсер
- 2013 — Ладога
- 2013 — Весёлые ребята;)
- 2016 — Садовое кольцо
- 2016 — Частица вселенной
- 2016 — Большой
- 2018 — Ворона

## Награды и номинации
- 2017 — приз президента фестиваля «Окно в Европу» («Лавстори»).[5]
- 2022 — специальный приз имени Марлена Хуциева фестиваля «Сталкер».[6]
- 2022 — ХХVIII Минский международный кинофестиваль «Листопад»:
  - Главный приз («Здоровый человек»),
  - Специальный приз Президента Белоруссии «За гуманизм и духовность в кино».[7]
- 2023 — «Золотой орёл» за лучший сценарий («Здоровый человек»).[8]